# San Benedetto Belbo
San Benedetto Belbo – miejscowość i gmina we Włoszech, w regionie Piemont, w prowincji Cuneo.
Według danych na rok 2004 gminę zamieszkiwały 192 osoby, 48 os./km².